# Суша
Суша је појава која се јавља када се на неком подручју појави значајан мањак воде кроз неко временско раздобље. Суша је догађај дуготрајне несташице у опкрби водом, било атмосферске (подпросечне падавине), површинске или подземне воде. Суша може трајати месецима или годинама, или се може прогласити након само 15 дана. Она може имати значајан утицај на екосистем и пољопривреду погођеног региона и нанети штету локалној економији. Годишње сушне сезоне у тропима значајно повећавају шансе за развој суше и накнадних пожара. Топлотни периоди могу значајно погоршати услове суше убрзавајући испаравање водене паре.
Појава суше постаје све чешћа у целом свету и погађа развијене као и неразвијене земље. До сада научници нису нашли поузданију методу за сигурно предвиђање суше тако да је није могуће предвидети вероватносним приступком, као ни њене прогнозе у реалном времену. Али без обзира на наведено, пратећи и анализирајући бројне метеоролошке, хидролошке и хидрогеолошке параметре сушу је ипак могуће наслутити, а тиме на неки начин и предвидети. Насупрот других природних катастрофа суша се појављује полагано, траје дуго, уз захвата велика подручја иако њену просторну расподелу није могуће унапред тачно лоцирати. Суша се дешава полако, ретко изазива брзе и драматичне губитке у људским животима али због појаве глад и узроковане сушом, као директне последице, губици у људској и животињској популацији понекад су драстичнији од било које друге природне катастрофе.
Многе биљне врсте, као што су оне из породице Cactaceae (или кактуси), имају прилагођавања отпорности на сушу као што су смањена површина листова и воштане кутикуле да би се побољшала њихова способност да толеришу сушу. Неке друге преживљавају сушне периоде као закопано семе. Полутрајна суша ствара аридне биоме као што су пустиње и травњаци. Дуготрајне суше су изазвале масовне миграције и хуманитарну кризу. Већина аридних екосистема има инхерентно ниску продуктивност. Најдужа суша икада на свету у забележеној историји десила се у пустињи Атакама у Чилеу (400 година).
Током историје, људи су обично суше посматрали као „катастрофе“ због утицаја на доступност хране и остатак друштва. Људи су често покушавали да објасне сушу или као природну катастрофу, коју су изазвали људи, или као резултат натприродних сила. То је један од најранијих документованих климатских догађаја, присутан у Епу о Гилгамешу и везан за библијску причу о Јосифовом доласку у и каснијем изласку из старог Египта. Миграције ловаца-сакупљача у Чилеу 9.500. п. н. е. су повезане са овим феноменом, као и егзодус раних људи из Африке у остатак света пре око 135.000 година. Ритуали постоје да би спречили или спречили сушу, прављење кише се креће у опсегу од плеса до жртвеног јарца до људских жртава. Данас су те древне праксе углавном потиснуте у фолклор и замењене рационалнијим управљањем водама.

## Типови
Људи имају тенденцију да дефинишу сушу на три главна начина:
1. Метеоролошка суша настаје када постоји дуже време са падавинама мањим од просечних.[9] Метеоролошка суша обично претходи другим врстама суша.[10]
2. Пољопривредне суше утичу на биљну производњу или екологију подручја. Ово стање такође може настати независно од било какве промене у нивоу падавина када повећано наводњавање или услови земљишта и ерозија изазвана лоше планираним пољопривредним подухватима проузрокују недостатак воде доступне усевима. Међутим, у традиционалној суши то је узроковано продуженим периодом падавина испод просека.[11]
3. Хидролошка суша настаје када залихе воде доступне у изворима као што су издани, језера и резервоари падну испод локално значајног прага. Хидролошка суша има тенденцију да се појављује спорије, јер укључује ускладиштену воду која се користи, али се не допуњује. Попут пољопривредне суше, ово може бити изазвано не само губитком падавина. На пример, око 2007. године Светска банка је Казахстану доделила велику суму новца за обнављање воде која је била преусмерена другим нацијама из Аралског мора под совјетском влашћу.[12] Сличне околности такође стављају њихово највеће језеро, Балхаш, у опасност од потпуног исушивања.[13]

Како суша траје, услови око ње се постепено погоршавају и њен утицај на локално становништво се постепено повећава.

## Узроци

### Недостатак падавина
Механизми стварања падавина укључују конвективне, стратиформне и орографске падавине. Конвективни процеси подразумевају снажна вертикална кретања која могу да изазову узнемиравање атмосфере на тој локацији у року од сат времена и да изазову обилне падавине, док стратиформни процеси подразумевају слабија кретања навише и мање интензивне падавине током дужег трајања. Падавине се могу поделити у три категорије, на основу тога да ли падају као течна вода, течност која се смрзава при контакту са површином или лед. Суше се јављају углавном у областима где су нормални нивои падавина сами по себи ниски. Ако ови фактори не подржавају количину падавина у довољној мери да стигну до површине током довољног времена, резултат је суша. Сушу може изазвати висок ниво рефлектоване сунчеве светлости и натпросечна преваленција система високог притиска, ветрови који носе континенталне, а не океанске ваздушне масе, и гребени подручја високог притиска у висини могу спречити или ограничити развој активности грмљавине или падавина током једног дана. одређени регион. Једном када је регион у суши, механизми повратне спреге као што су локални аридни ваздух, врући услови који могу да промовишу гребенасто језгра, и минимална евапотранспирација могу погоршати услове суше.

#### Сушна сезона
У тропима се појављују различите, влажне и суве сезоне услед померања зоне интертропске конвергенције или монсунског корита. Сушна сезона у великој мери повећава појаву суше, а карактерише је ниска влажност, са појилиштима и пресушивањем река. Због недостатка ових појила, многе животиње на испаши су принуђене да мигрирају због недостатка воде у потрази за плоднијим земљиштем. Примери таквих животиња су зебре, слонови и гну. Због недостатка воде у биљкама, пожари су чести. Пошто водена пара постаје енергичнија са повећањем температуре, потребно је више водене паре да би се вредности релативне влажности повећале на 100% на вишим температурама (или да би температура пала до тачке росе). Топлотни периоди убрзавају темпо производње воћа и поврћа, повећавају испаравање и транспирацију из биљака, и погоршавају услове суше.